# زغبة يابانية شائعة
زغبة يابانية شائعة (الاسم العلمي: Glirulus japonicus) (بالإنجليزية: Japanese Dormouse)‏ هي نوع من الحيوانات تتبع جنس الزغبة اليابانية من فصيلة الزغبات.